# Hobson il tiranno
Hobson il tiranno (Hobson's Choice) è un film del 1954 diretto da David Lean, basato sull'omonima commedia teatrale  di Harold Brighouse già portata sul grande schermo nel 1920 da Percy Nash e nel 1931 da Thomas Bentley.
È stato presentato in concorso alla 4ª edizione del Festival di Berlino, dove si è aggiudicato l'Orso d'oro.
Il film vede una delle prime apparizioni dell'attrice britannica Prunella Scales, in seguito nota soprattutto per il ruolo di Sybil Fawlty nella sit-com Fawlty Towers.

## Trama
A Salford, Lancashire, nel 1880 Willie Mossop è un calzolaio dotato, ma non apprezzato, impiegato del tirannico Henry Horatio Hobson nel suo negozio esclusivo. Il vedovo Hobson ha tre figlie. Maggie e le sue sorelle minori Alice e Vicky che lavorano nello stabilimento del padre senza stipendio e sono ansiose di essere sposate e libere dal negozio. Alice adocchia Albert Prosser, un giovane avvocato emergente, mentre Vicky preferisce Freddy Beenstock, figlio di un rispettabile commerciante di mais. Hobson non si oppone alla perdita di Alice e Vickyche lascia sposare anche senza dote, ma Maggie è troppo utile per separarsi.
Maggie costringe Willie, modesto e senza ambizioni, a un fidanzamento. Quando Hobson si oppone alla scelta del suo modesto lavorante come marito e rifiuta di iniziare a pagarla, Maggie annuncia che lei e Willie si sistemeranno in un negozio tutto loro. Con un piccolo prestito, si sposano e aprono l'attività che, grazie al senso degli affari di Maggie e al genio calzaturiero di Willie, ha successo. Nel giro di un anno, non solo hanno pagato il loro prestito, ma hanno anche portato via quasi tutta la clientela di Hobson. Sotto la guida di Maggie, Willie è diventato un uomo d'affari istruito e sicuro di sé e lui e Maggie si sono innamorati profondamente.
Quando Hobson, datosi completamente all'alcool, si ammala, soltanto Maggie gli resterà vicino. Ma gli pone delle condizioni, come quella di diventare socio di Willie senza poter intervenire nella gestione dell'attività commerciale. Dopo un inutile tentativo di opporsi, Hobson cede e propone, come fosse un'idea sua, di andare a stilare i termini legali del contratto con il nuovo socio.

## Produzione
La prima scelta per il ruolo di Will Mossop, il marito di Maggie, era l'attore Robert Donat che dovette però rinunciare per problemi di salute (sarebbe morto quattro anni dopo a causa di una trombosi cerebrale, all'età di 53 anni). Fu sostituito all'ultimo momento dal futuro premio Oscar John Mills.

## Distribuzione
Dopo l'anteprima a Londra del 26 febbraio 1954, il film è stato distribuito nelle sale del Regno Unito dal successivo 19 aprile.

### Date di uscita
- Regno Unito (Hobson's Choice) – 26 febbraio 1954 (première)
- Danimarca (En gevaldig tyran) – 19 aprile 1954
- Regno Unito – 19 aprile 1954
- Belgio (Coeur de cuir/Een hart van leder) – 30 aprile 1954
- Svezia (Vad kvinnan vill) – 7 maggio 1954
- Stati Uniti (Hobson's Choice) – 14 giugno 1954
- Germania Ovest (Herr im Haus bin ich) – 8 novembre 1954
- Finlandia (Vaikea valinta) – 19 novembre 1954
- Francia (Chaussure à son pied) – 17 dicembre 1954
- Italia (Hobson il tiranno) – 15 gennaio 1955
- Giappone (ホブスンの婿選び) – 1º marzo 1955
- Portogallo (As Filhas do Sr. Hobson) – 2 maggio 1955
- Argentina (Es papá el amo?) – 8 marzo 1956
- Spagna (El déspota) – 6 aprile 1959
- Messico (En mi casa mando yo) – 28 luglio 1960

## Accoglienza

### Critica
Il sito Rotten Tomatoes riporta il 90% di recensioni professionali con giudizio positivo e un voto medio di 8 su 10.
Il critico statunitense Bosley Crowther lo ha giudicato sul New York Times «un film britannico delizioso e gratificante» e Richard Gilliam del sito AllMovie «una delle migliori commedie del regista David Lean». Sulla stessa linea anche Dave Kehr del Chicago Reader, secondo cui David Lean dirige «con garbo e arguzia», e il magazine Time Out che ha scritto: «La regia tagliente di Lean e le interpretazioni impeccabili trasformano una commedia leggera in una delizia senza tempo».
(Mario Gromo, La Stampa, 25 febbraio 1955)

## Riconoscimenti
- 1954 – Festival internazionale del cinema di Berlino
Orso d'oro
- 1955 – British Academy of Film and Television Arts
Miglior film britannico
Candidatura Miglior film internazionale
Candidatura Miglior attore britannico a John Mills
Candidatura Miglior attrice britannica a Brenda De Banzie 
Candidatura Migliore sceneggiatura per un film britannico a David Lean, Norman Spencer e Wynyard Browne